# Петц, Герман Германович
 Герман Германович фон Петц  (23 декабря 1867 [4 января 1868], Санкт-Петербург — 5 (18) июля 1908, Алтай) — российский геолог и минералог.

## Биография
Родился 23 декабря 1867 (4 января 1868) года в семье морского офицера, выходца из дворян Эстляндской губернии. С 1877 года учился в гимназии при Санкт-Петербургском филологическом институте. После окончания в 1887 году курса гимназии, поступил на естественное отделение физико-математического факультета Санкт-Петербургского университета.
Будучи студентом 2-го курса Герман Петц принимал участие в экскурсиях, предпринимаемых профессором Докучаевым для изучения почв Полтавской губернии; также состоял сотрудником Б. К. Поленова, которому было поручено исследовать Константиноградский уезд.
В 1889 году исследовал Данковский уезд Рязанской губернии. В 1891 году, после окончания университетского курса с дипломом 1-й степени, он был оставлен при университете для занятии в геологическом кабинете. В том же году по поручению общества естествоиспытателей изучал отложения Малевко-Мураевнинского яруса в южных частях Рязанской и Тульской губерний.
Был утверждён 23 октября 1892 года на должности хранителя геологического кабинета Петербургского университета. В качестве приват-доцента с 1902 года, после защиты магистерской диссертации «Материалы к познанию фауны девонских отложений Кузнецкого угленосного бассейна», читал в университете курс лекций «Палеонтологическая стратиграфия». Одновременно занимался изучением геологии Алтайского края.
Трагически погиб 5 (18) июля 1908 года во время проведения полевых работ на Алтае.